# Pandaria
Pandaria är en ort i Indien.   Den ligger i distriktet Kabeerdham och delstaten Chhattisgarh, i den centrala delen av landet, 800 km sydost om huvudstaden New Delhi. Pandaria ligger 345 meter över havet och antalet invånare är 13 875.
Terrängen runt Pandaria är platt söderut, men norrut är den kuperad. Terrängen runt Pandaria sluttar söderut. Runt Pandaria är det ganska tätbefolkat, med 179 invånare per kvadratkilometer. Pandaria är det största samhället i trakten. Trakten runt Pandaria består till största delen av jordbruksmark.